# 靈職議員
靈職議員指英國上議院中依英格蘭教會職務獲得席位的議員。

## 職責
按照慣例，至少要有一位主教在議程日開始時領念祈禱文（相同職責在下議院由專職司鐸負責）。主教們經常在辯論中發言，2004年時任坎特伯里大主教的羅雲·威廉斯在辯論中展開量刑立法討論。議案（measure；英國國教會的法案）必須由全院討論，靈職議員扮演著確保他們執行的角色。

## 成員

### 英格蘭教會
靈職議員中目前僅有英格蘭教會代表。

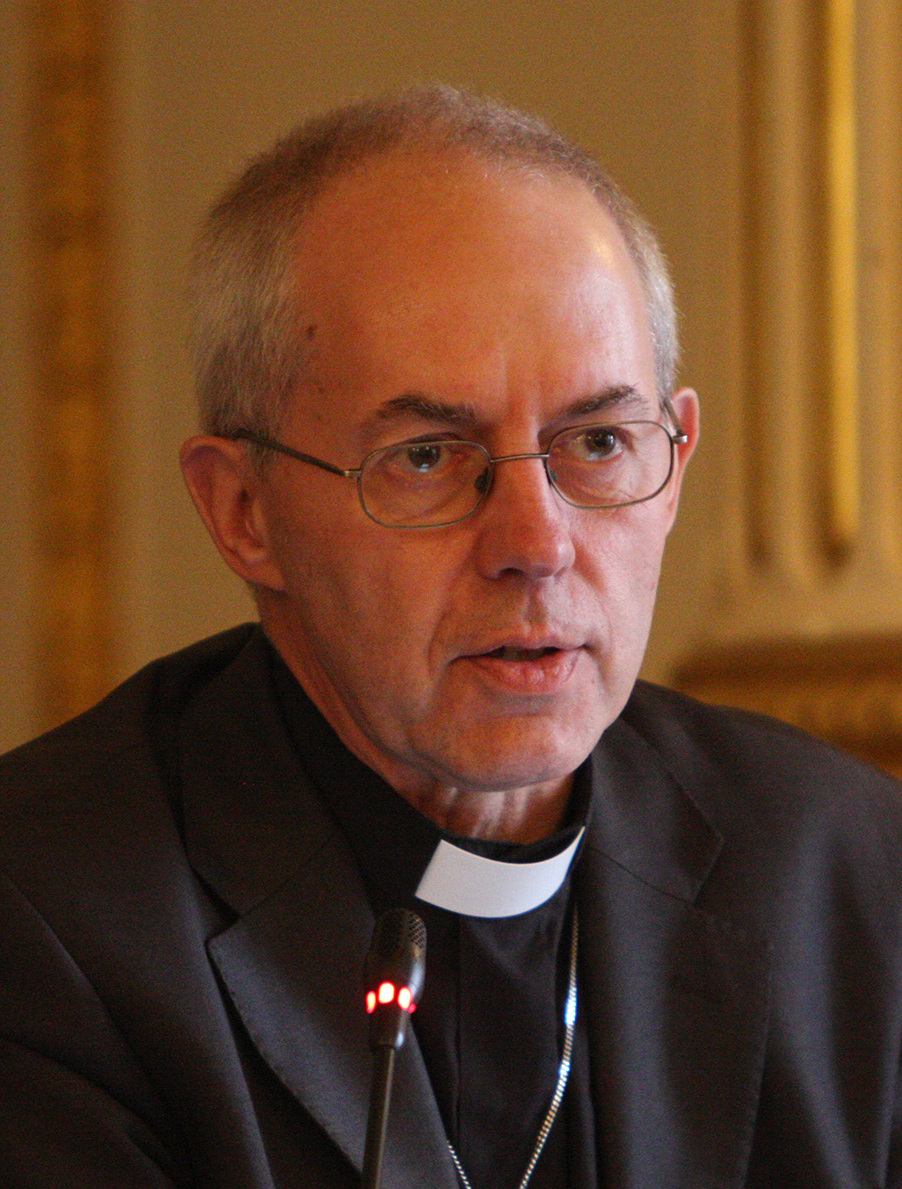
現任坎特伯里大主教賈斯汀·韋爾比。

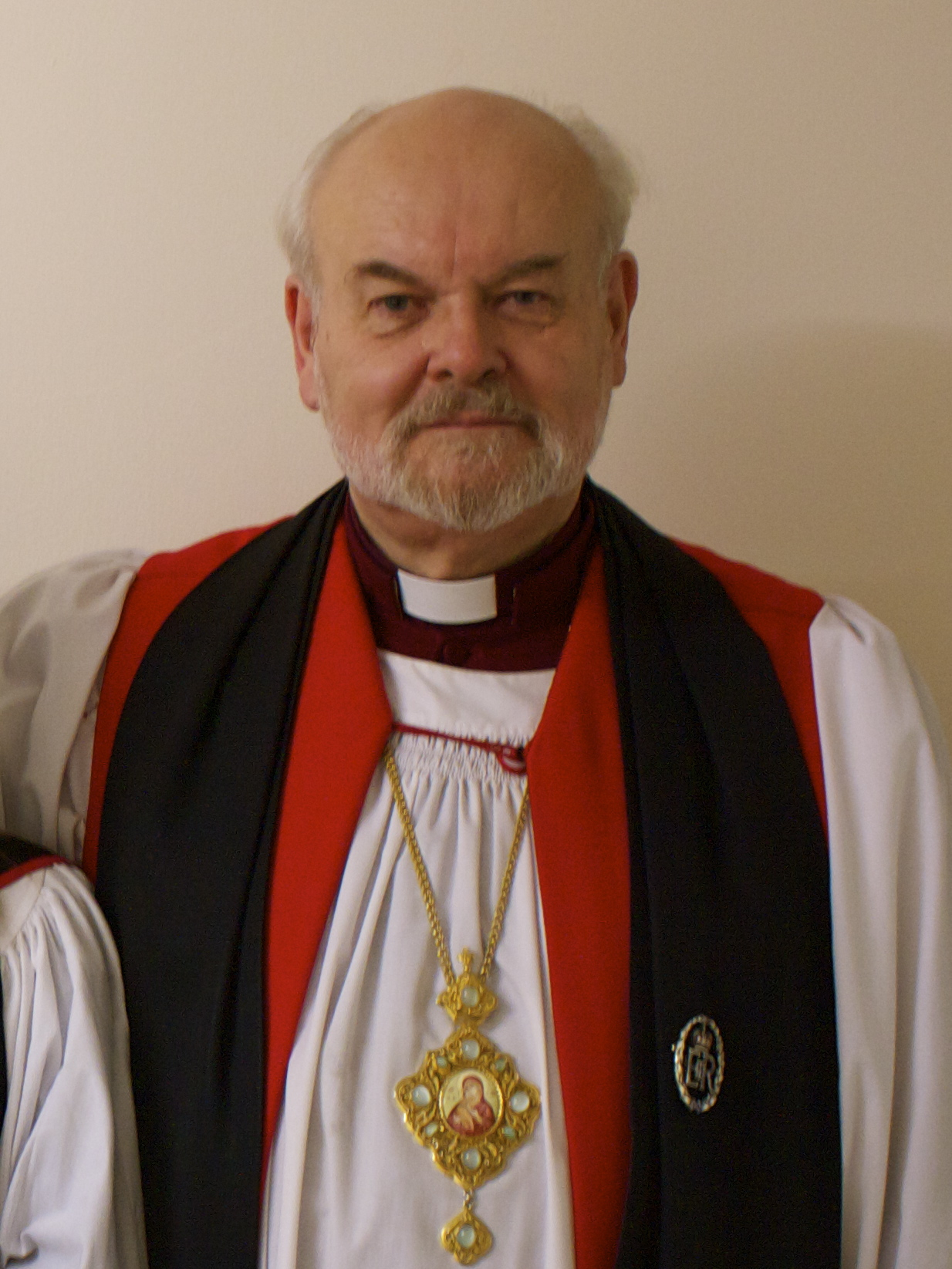
現任倫敦主教理查德·沙特爾（Richard Chartres）。

靈職議員曾為上議院中之多數，包含英國國教會的大主教、教區主教、修道院長與被允許戴主教冠的小修道院長（prior）。在英格蘭宗教改革最高潮的1539年之後，因為解散修道院運動（Dissolution of the Monasteries）使修道院長與小修道院長無由產生的緣故，僅大主教及主教繼續參與國會。1642年長期國會（Long Parliament）通過《1640年神職法令》（Clergy Act 1640）後，靈職議員全體遭排除於國會之外，但於《1661年神職法令》（Clergy Act 1661）制訂後，又回復國會席位。
《1847年曼徹斯特主教職位法令》（Bishopric of Manchester Act 1847）及之後各項法令進一步限制靈職議員名額。現在，靈職議員不得超出26名，包含英國國教會內最重要的五名教长（具無論資歷而獲得席位的權利）：坎特伯里大主教、约克大主教、倫敦主教（Bishop of London）、达勒姆主教與溫徹斯特主教加上其他21名英國國教會中最資深的教區主教（不包含在聯合王國國土外的索多暨馬恩教區與歐洲教區）。
所有前任的坎特伯里大主教，回歸主教身分後不再擔任教區主教，將無一例外的被授予終身貴族與俗職議員（Lords Temporal）席位。

#### 上議院改革
隨著2014年時修訂法律使女性可擔任主教，國會通過《2015年靈職議員（婦女）法令》（Lords Spiritual (Women) Act 2015），在法令通過後的未來10年內，有資格的婦女可填補主教職位的空缺。此法案不適用於高級主教。

### 蘇格蘭教會
苏格兰教會傳統上在蘇格蘭議會中擁有席位，但在轉變為長老會後於1689年被排除於議會之外。傳統意義上苏格兰教會已無主教，且從未指派人員擔任上議院議員。

### 愛爾蘭教會
1801年大不列顛與愛爾蘭聯合之後，愛爾蘭教會於上議院中獲得代表權。
愛爾蘭聖公會主教中，有四席（一名大主教與三名主教）輪值保障席位，於國會每次會期後輪替（會期一般約為一年）。愛爾蘭教會於《1869年愛爾蘭教會法令》（Irish Church Act 1869）通過後，在1971年放棄國教地位，並中止於上議院中的靈職代表權。

### 威爾斯教會
英格兰教會在威尔斯教區的主教原本在上議院擁有席位（1847年後，只有資歷夠久的主教可獲得），但威爾斯教會於《1914年威爾斯教會法令》（Welsh  Church Act 1914）通過後，在1920年中止附屬於英國國教會並同時放棄國教地位，於是威爾斯教會的主教再無資格如英格兰教會主教般被指定為議員。